# リッター反応
リッター反応（—はんのう、英語: Ritter reaction）とは強酸とイソブチレンを用いてニトリルからN-tert-ブチルアミドへと変換する化学反応である。
イソブチレンの代わりに、扱いやすい酢酸tert-ブチルを用いた系も報告されている。ベンジルアルコールや第3級アルコールをニトリルと反応させ、アミドを得る派生反応も報告されている。また、1級アルコールを用いる反応例も報告されている。

## 反応機構
まずニトリルがカルベニウムイオン2に求核攻撃する。この結果生成するニトリリウムイオン3が加水分解し、化合物5が生成する。